# Сумбур вместо музыки
«Сумбу́р вме́сто му́зыки» — редакционная статья в газете «Правда» от 28 января 1936 года об опере Д. Д. Шостаковича «Леди Макбет Мценского уезда». В статье опера Шостаковича подвергалась резкой критике за «антинародный», «формалистический» характер.

## Публикация
Статья была опубликована без подписи, как «редакционная», что породило различные версии о её авторстве: назывались имена и самого И. Сталина, и П. М. Керженцева, и сотрудника «Правды» Бориса Резникова. Однако, как установлено ныне по архивным данным, автором был Давид Заславский.
Событийным фоном статьи была ситуация вокруг другой оперы — «Тихий Дон», написанной И. И. Дзержинским по одноимённому роману Михаила Шолохова. Шостакович в своей статье, опубликованной 4 января 1936 года в газете «Вечерняя Москва», охарактеризовал оперу Дзержинского как слабую, а 19 января того же года Сталин лично посетил представление оперы Дзержинского и одобрил её.
Статья «Сумбур вместо музыки» открыла наиболее мощную волну пропагандистской кампании против ставящего перед собой сложные художественные задачи искусства, затронувшую также театр (прежде всего, Всеволода Мейерхольда) и другие виды искусства. В то же время преследование лично Шостаковича продолжилось 6 апреля новой статьёй «Правды» «Балетная фальшь», с обвинениями противоположного характера (если «Леди Макбет Мценского уезда» обвинялась в сложности, то балет «Светлый ручей» — в легковесности).

## Последствия
Вскоре после описанных событий в журнале «Шахматы в СССР» была опубликована статья М. Ботвинника и Л. Спокойного «Сумбур в композиции», где название — явная аллюзия на оригинал. В статье содержалась критика задачной композиции. Правда, в 1987 году Ботвинник признал, что не может принять негативного отношения к задачной композиции, тогда как критика, содержащаяся в статье, в целом ему по-прежнему представляется обоснованной, несмотря на «политический подтекст» названия и наличие идеологических выпадов, написанных его соавтором. 
Вместе с тем раздавались и голоса протестующих, среди которых были Андрей Платонов, Исаак Бабель, Николай Мясковский, Юрий Шапорин. Юрий Олеша: «Авторы этой статьи дискредитируют себя. Большое искусство будет жить вопреки всему».
В 2006 году при издании перевода монографии Кшиштофа Мейера «Шостакович» на русский язык в серии ЖЗЛ Святослав Бэлза написал статью «Музыка вместо сумбура», в которой пояснил современное значение наследия Д. Д. Шостаковича в музыковедении постсоветской формации и абсурдность выражения, ставшего заглавием статьи в «Правде».